# Spin coating

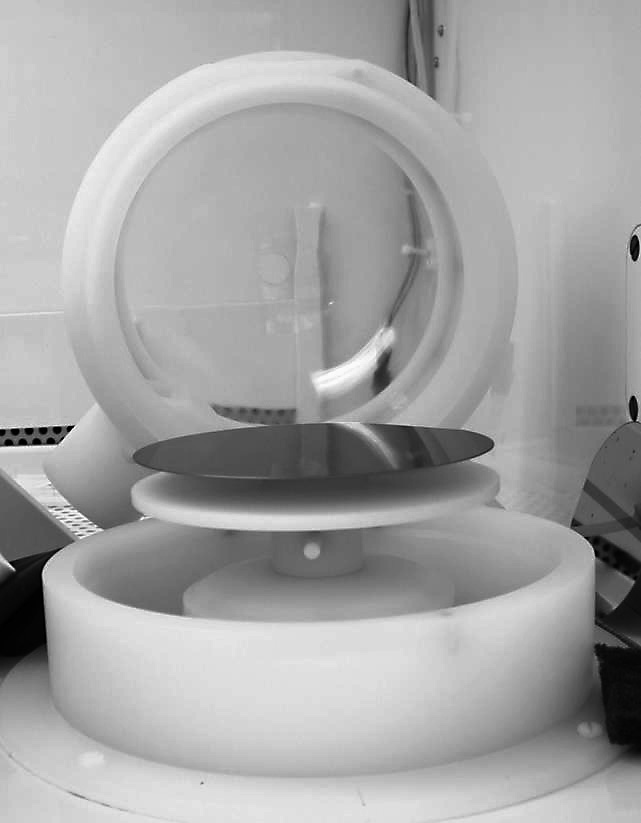
El recobridor giratori Laurell Technologies WS-400 s'utilitza per aplicar fotoresist a la superfície d'una oblia de silici.

El spin coating és un procés utilitzat per aplicar pel·lícules primes i uniformes sobre substrats. Consisteix a abocar un líquid sobre un substrat i fer-lo girar a alta velocitat, de manera que la força centrífuga distribueix el material. El gruix de la pel·lícula depèn de la velocitat de rotació, la viscositat i la concentració del material aplicat. És utilitzat en microfabricació, fotolitografia i en la creació de materials amb propietats òptiques específiques.

## Descripció
Un dels avantatges del mètode de rotació per aconseguir pel·lícules primes és la uniformitat del gruix de la pel·lícula. A causa de l'autoanivellament, els gruixos no varien més de l'1%. El gruix de les pel·lícules produïdes d'aquesta manera també pot afectar les propietats òptiques d'aquests materials. Això és important per a les proves electroquímiques, específicament quan es registren lectures d'absorbància de l'espectroscòpia ultraviolada visible, ja que les pel·lícules més gruixudes tenen una absorbància òptica més baixa i normalment no permeten que la llum brilli en comparació amb les pel·lícules més primes que permeten que la llum passi abans de la densitat òptica del la pel·lícula es fa massa baixa. A més, les pel·lícules amb una qualitat d'absorbància més baixa no són tan ideals per a processos com la voltametria cíclica perquè la baixa absorbància dificulta l'ajust electroquímic dels cations quan es troben en una cèl·lula electroquímica. Les pel·lícules més primes en aquest sentit tenen propietats òptiques més desitjables que es poden ajustar per a les tecnologies d'emmagatzematge d'energia a causa de les seves propietats influenciades pel spin. Tanmateix, el revestiment de pel·lícules més gruixudes de polímers i fotoresistències pot donar lloc a perles de vora relativament grans la planarització de les quals té límits físics. El recobriment per centrifugació és un procediment utilitzat per dipositar pel·lícules primes uniformes sobre substrats plans. Normalment s'aplica una petita quantitat de material de recobriment al centre del substrat, que gira a baixa velocitat o no gira en absolut. A continuació, es fa girar el substrat a velocitats de fins a 10.000 rpm per estendre el material de recobriment per força centrífuga. Una màquina que s'utilitza per al recobriment giratori s'anomena spin coater, o simplement spinner.
La rotació es continua mentre el fluid gira de les vores del substrat, fins que s'aconsegueix el gruix desitjat de la pel·lícula. El dissolvent aplicat sol ser volàtil i simultàniament s'evapora. Com més gran sigui la velocitat angular de gir, més fina serà la pel·lícula. El gruix de la pel·lícula també depèn de la viscositat i la concentració de la solució i del dissolvent. Emslie et al. [2] van dur a terme una anàlisi teòrica pionera del recobriment de spin, i ha estat ampliada per molts autors posteriors (incloent Wilson et al., que van estudiar la velocitat d'expansió en el recobriment de spin; i Danglad-Flores et al. al., que va trobar una descripció universal per predir el gruix de la pel·lícula dipositada). El recobriment de rotació s'utilitza àmpliament en la microfabricació de capes d'òxid funcionals sobre substrats de vidre o cristall simple mitjançant precursors de sol-gel, on es pot utilitzar per crear pel·lícules primes uniformes amb gruixos a nanoescala. S'utilitza intensament en fotolitografia, per dipositar capes de fotoresist d'aproximadament 1 micròmetre de gruix. El fotoresist normalment es gira a 20 a 80 revolucions per segon durant 30 a 60 segons. També s'utilitza àmpliament per a la fabricació d'estructures fotòniques planes fetes de polímers.
Un dels avantatges de girar pel·lícules primes és la uniformitat del gruix de la pel·lícula. A causa de l'autoanivellament, els gruixos no varien més de l'1%. El gruix de les pel·lícules produïdes d'aquesta manera també pot afectar les propietats òptiques d'aquests materials. Això és important per a les proves electroquímiques, específicament quan es registren lectures d'absorbància de l'espectroscòpia ultraviolada visible, ja que les pel·lícules més gruixudes tenen una absorbància òptica més baixa i normalment no permeten que la llum brilli en comparació amb les pel·lícules més primes que permeten que la llum passi abans de la densitat òptica del la pel·lícula es fa massa baixa. A més, les pel·lícules amb una qualitat d'absorbància més baixa no són tan ideals per a processos com la voltametria cíclica perquè la baixa absorbància dificulta l'ajust electroquímic dels cations quan es troben en una cèl·lula electroquímica. Les pel·lícules més primes en aquest sentit tenen propietats òptiques més desitjables que es poden ajustar per a les tecnologies d'emmagatzematge d'energia a causa de les seves propietats influenciades pel spin. Tanmateix, el revestiment de pel·lícules més gruixudes de polímers i fotoresistències pot donar lloc a perles de vora relativament grans la planarització de les quals té límits físics.